# Masumi Itō
Masumi Itō (伊藤真澄, Itō Masumi), plus connue sous le pseudonyme de Hikaru Nanase (七瀬光, Nanase Hikaru), née un 21 mai, est une chanteuse et compositrice japonaise de la préfecture d'Ibaraki. Itō est une musicienne accomplie dans la composition des Original soundtracks de nombreux anime.
Elle appartient aux groupes Oranges & Lemons et Heart of Air.

## Discographie

### Solo

#### Singles
- 2001-12-29: Hitomi no Naka ni — Thème du jeu PS Sister Princess ~Pure Stories~
- 2003-04-23: Yasashii Ai no Hane/Nemunemu Tenshi — générique de l'anime Tenshi no Shippo CHU!
- 2004-05-26: Futari Dakara — générique de fin de l'anime Koi Kaze
- 2005-06-29: Shounen Humming — générique de fin de l'anime Zettai Shounen'

#### Albums
- 1998-10: Door ~drifting souls~
- 2001-11-07: Hana no Oto
- 2003-12-26: Yumefuru Mori e
- 2004-07-22: Harmonies of heaven

#### Autre
- 2001-05-23: Mahou no Kotoba - générique de fin de l'anime Gyoten Ningen Batseelor
- 2003-12-26: Otsukisama to Rururu - Theme du jeu PS2 Primopuel: Oshaberi Heartner — image song
- 2006-09-06: Ashita no Hanakago - Theme du jeu PS2 Binchotan: Shiawase-goyomi

### Groupe

#### Heart of Air
- 2001-03-07: KISS ME SUNLIGHTS — générique de début du jeu PS2 Z.O.E
- 2001-06-27: Ring on the World — générique de fin de l'anime Zone of the Enders: Dolores, i
- 2002-11-22: Blue Flow — générique de fin de l'anime Ailes Grises (Haibane renmei)

#### Masumi Ito &Yoko Ueno
- 2003-02-05: Haibane Renmei Image Album ~Seinaru Doukei~
- 2003-05-21: Daichi no la-li-la — générique de fin de l'anime Scrapped Princess

#### Mariaria
- 2006-05-10: Aru Hi no Kamisama — contient  les thème de l'anime Nishi no Yoki Majo: Astraea Testament dont 'Kanata'

### Original soundtracks

#### Télévision
- Uchuu Kaizoku Mito no Daibouken series (1999)
- Super Gals! Kotobuki Ran (2001)
- Zone of the Enders: Dolores, i (2001)
- Galaxy Angel series (2001, 2002, 2003, 2004)
- Magical Nyan Nyan Taruto (2001)
- Pita-Ten (2002)
- Azumanga Daioh (2002 — composition)
- Gravion (en) series (2002, 2004)
- Scrapped Princess (2003)
- D.C. ~Da Capo~ (2003 — avec Yuugo Kanno)
- Chrno Crusade (2003)
- Zettai Shounen (2005)
- D.C.S.S. ~Da Capo Second Season~ (2005)
- Gunparade Orchestra (2005 — avec Masayoshi Yoshikawa)
- Noein: mou hitori no kimi he (2005)
- Kagihime Monogatari Eikyū Alice Rondo (2006)
- Tactical Roar (2006)
- La Sorcière de l'ouest (2006)
- Koisuru tenshi Angelique series (2006, 2007)
- Gift ~eternal rainbow~ (2006)
- Venus vs Virus (2007)
- Shinkyoku Sōkai Polyphonica (2007)
- KimiKiss pure rouge (2007 — avec Yokoyama Masaru & Iwadare Noriyuki)
- Shigofumi (2008)
- Phantom: Requiem for the Phantom (2009)
- Canaan (2009)
- Jinrui Wa Suitai Shimashita (2012)
- Miss Kobayashi's Dragon Maid, saison 1 et 2 (2017-2021)

#### OAV
- Angelique: Shiroi Tsubasa no Memoir (2000)
- Angel Sanctuary (2000)
- éX-Driver (2000)
- Angelique: Seichi yori ai wo komete (2001)
- Zone of the Enders: 2167 IDOLO (2001)
- Ichigo 100% (2004, 2005)
- Bungaku shoujo OVA series (2009-2010)

#### Film
- éX-Driver the Movie (2002)
- Bungaku shoujo (2010)
- Broken Blade (2010 - opening theme song arrangement avec Kokia)